# St. Nikolaus (Coburg)
Die St.-Nikolaus-Kapelle ist eine altkatholische Kirche in Coburg, Ketschendorfer Straße 30. Im Verlauf der Jahrhunderte wurde sie von vier christlichen Konfessionen und der jüdischen Gemeinde als Gotteshaus genutzt.

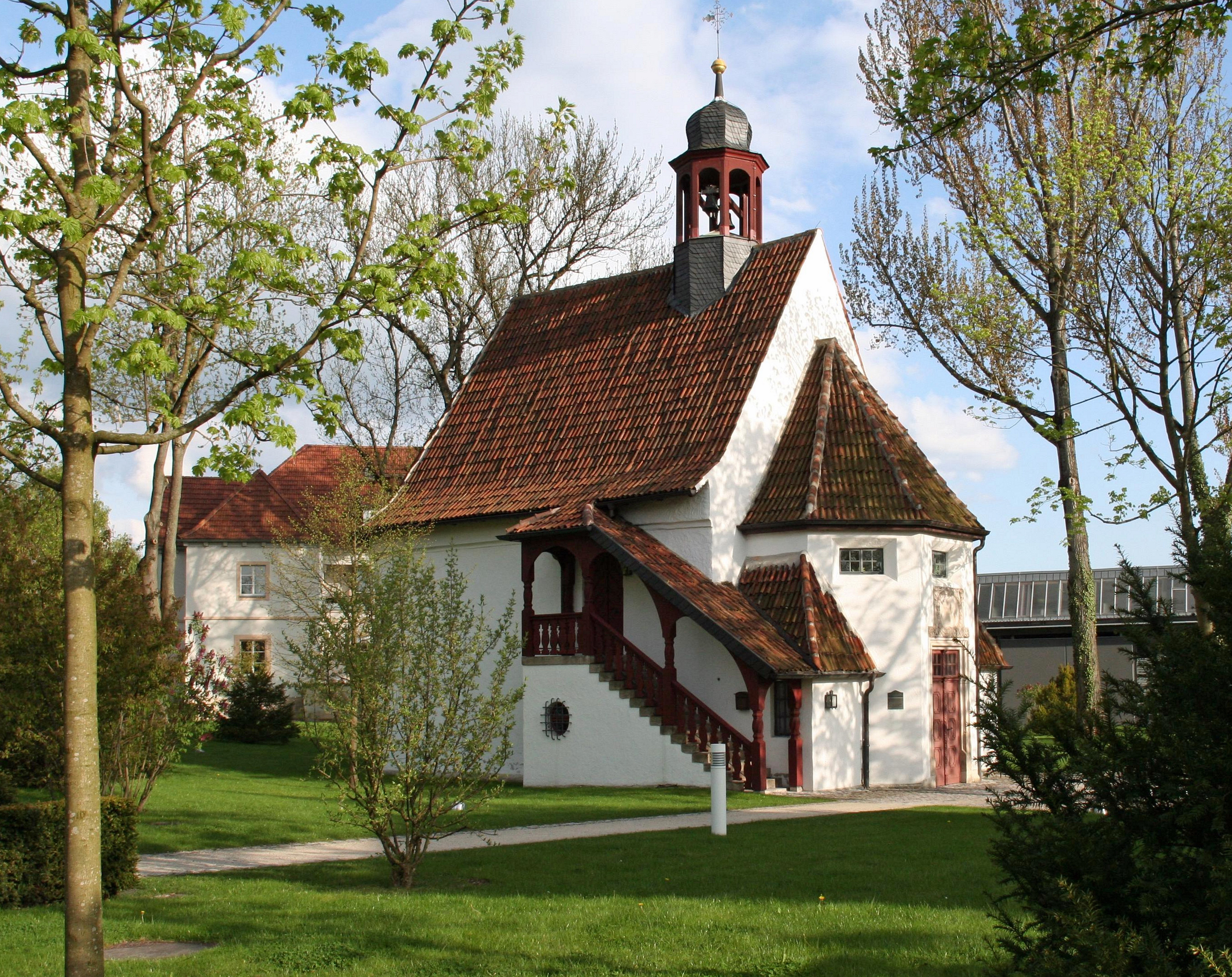
Kapelle St. Nikolaus, Nordansicht

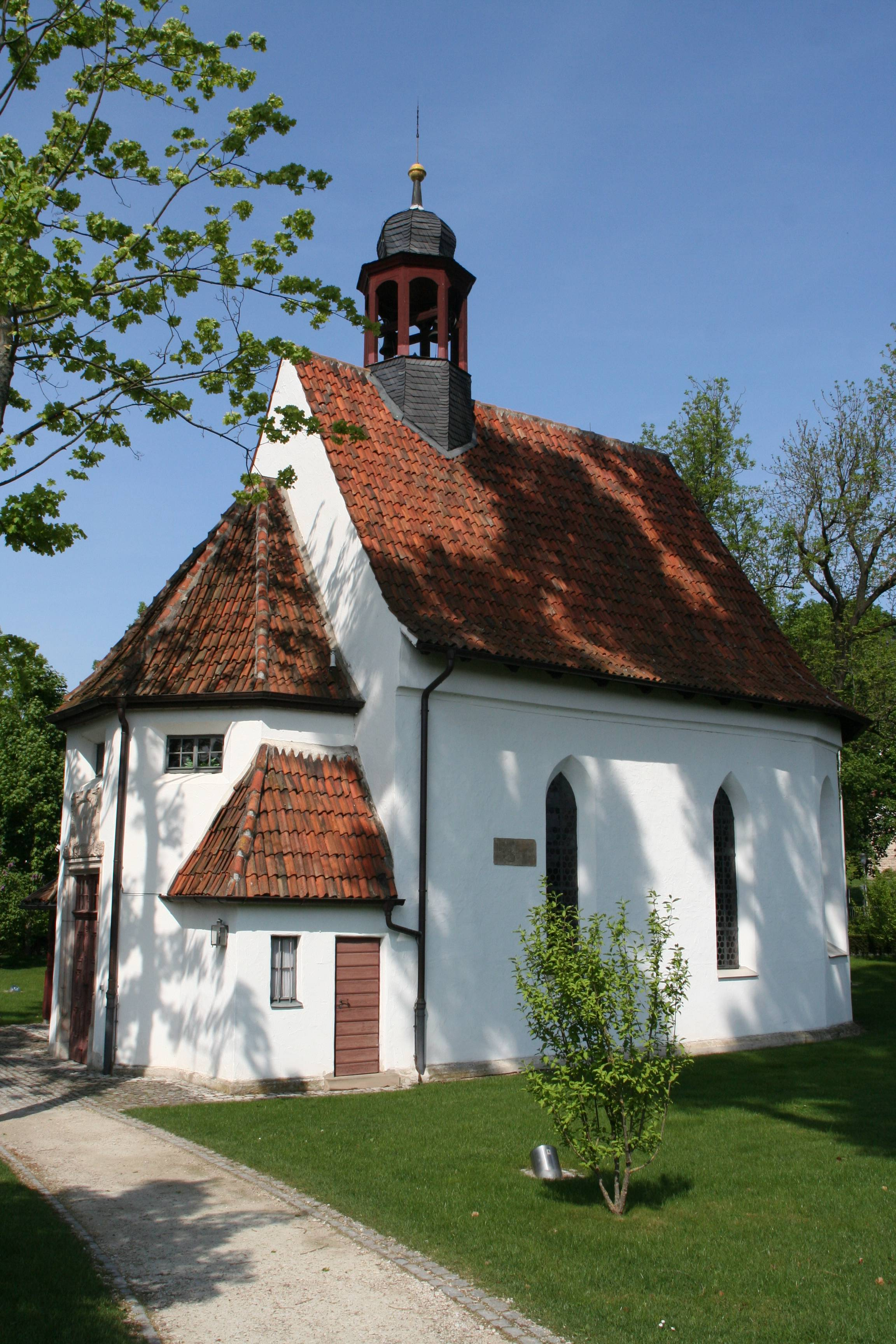
Südansicht

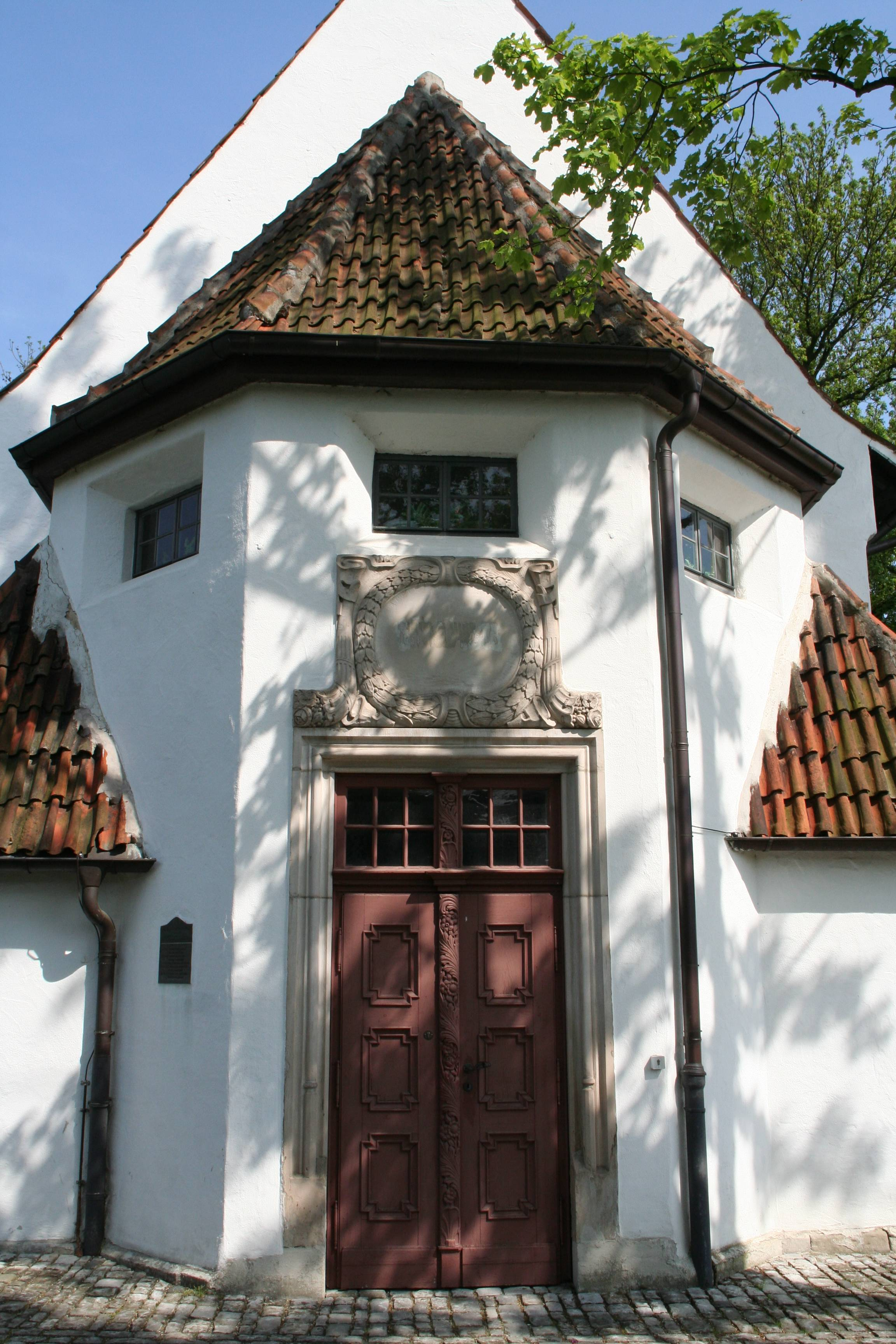
Portal

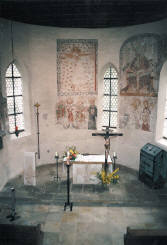
Altarraum

## Baugeschichte
Die Kapelle wurde 1442 an dem Weg von Coburg nach Ketschendorf neben einem 1336 gebauten Siechenhaus als Siechenkapelle errichtet und dem heiligen Nikolaus von Myra geweiht. 1618/19 erhielt sie ein neues Dachtragwerk. In den Jahren 1649/50 folgte eine Barockisierung durch Einbau eines neuen Altars und einer Holzkassettendecke. 1706 wurde ein Dachreiter mit welscher Haube aufgesetzt.
Im Rahmen der Nutzung als Synagoge wurden 1873 der Altar zum Gehäuse des Thoraschreins umgebaut, 1876 die Frauenempore erweitert und 1888 die Kanzel sowie die Sakristei entfernt. 1910 ließ die Gemeinde nach Plänen des Coburger Stadtbaumeisters Max Böhme an der Giebelseite, als Ersatz für eine hölzerne Vorhalle von 1888, einen zweigeschossigen, fünfseitigen Anbau mit abgeschrägten Ecken und Walmdach errichten. Die Empore wurde nach Westen erweitert und durch eine überdachte Außentreppe an der Nordseite zusätzlich erschlossen. Außerdem wurden Nischen im Erdgeschoss und auf den Emporen in der Nord- und Südwand für zusätzliche Sitzplätze hergestellt. Insgesamt 230 Sitzplätze, davon 95 auf den Emporen hatte danach das Gotteshaus. Ende der 1960er Jahre folgte ein Rückbau der Seitenemporen, wobei die Orgelempore erhalten blieb.
Außerhalb des Chorabschlusses sind zehn Gespärre des Dachstuhls vorhanden, die dendrochronologisch auf die Jahre 1618/19 datiert wurden. Das Satteldach hat eine Spannweite von etwa 7,7 Metern, eine Höhe von etwa 6,2 Metern, eine Länge von etwa 13,3 Metern und eine Steigung von rund 59 Grad.
Das weiß verputzte massive Gebäude, ohne Vorhalle 18 Meter lang und 6 Meter breit, weist einen Saalraum und einen sechsseitigen Altarraum mit drei Spitzbogenfenstern auf. Die Ausstattung besteht unter anderem aus einem achteckigen, barocken Taufstein und spätgotischen, 1947 entdeckten, Fresken im Chor. Das westliche Eingangsportal weist über einem Profilrahmen ein Medaillon aus Blattgirlanden und Füllhörnern mit einer Inschriftkartusche auf, worin Reste abgeschlagener hebräischer Buchstaben, die „Dies ist das Tor zu Gott“ lauten, zu erkennen sind.

## Nutzung
Die Kapelle war bis 1525 eine katholische Kirche. Nach der Reformation wurde sie ein evangelisch-lutherisches Gotteshaus. In der ersten Hälfte des 17. Jahrhunderts war die Kapelle zeitweise eine Friedhofskirche, im 18. Jahrhundert fanden in ihr keine Gottesdienste mehr statt. 1806 überließ Herzog Ernst I. von Sachsen-Coburg und Gotha der kleinen römisch-katholischen Gemeinde Coburgs die Nikolauskapelle zur Nutzung, die nach der Einweihung von St. Augustin im Jahr 1860 wieder aufgegeben wurde.
Von 1873 bis 1932 diente dann die Kapelle der israelitischen Kultusgemeinde als Synagoge. Die Einweihung war am 20. September 1873, am Sabbat vor dem jüdischen Neujahr. Die Stadt Coburg hatte der Gemeinde das Gotteshaus mit der Auflage für den Unterhaltsaufwand aufzukommen, unentgeltlich überlassen. Umbauarbeiten genehmigte der Magistrat nur mit der Auflage, dass bei Rückgabe der alte Zustand wieder hergestellt werden muss. Auf Antrag des 1. Bürgermeisters Franz Schwede beschloss der Coburger Stadtrat mit den Stimmen der nationalsozialistischen Stadträte am 23. September 1932 der jüdischen Gemeinde zum Jahresende den Vertrag zur Überlassung der Nikolaikirche zu kündigen. Die israelitische Kultusgemeinde wehrte sich zwar anfangs vor Gericht gegen die Kündigung, brach allerdings im März 1933 das Verfahren ab. Am 16. März 1933 wurde die Synagoge geschlossen, bis 1936 musste die Gemeinde noch 6000 Mark zur Wiederinstandsetzung an die Stadt entrichten. Die Gottesdienste der jüdischen Gemeinde fanden danach bis November 1938 im Wohnhaus des Predigers Hermann Hirsch in der Hohen Straße 30 statt. Es war nach der Autenhausener im Jahr 1928 die zweite Synagoge in Deutschland, die aufgrund nationalsozialistischen Einflusses aufgegeben werden musste.
Bis zur Nutzung durch die evangelisch-freikirchliche Gemeinde der Baptisten im Jahr 1945 blieb die unzerstörte Kapelle leer stehen. 1961 zog die Gemeinde der Baptisten in ein eigenes, größeres Gemeindehaus. 1962 folgte schließlich die alt-katholische Gemeinde als vierte christliche Konfession in der Nutzung der Nikolauskapelle als Gotteshaus, das weiterhin im Eigentum der Stadt Coburg ist.